# ADX indicator

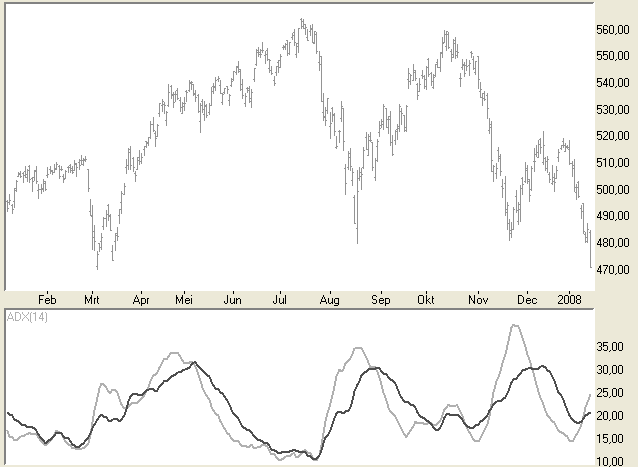
Average Directional Movement Index: ADX-lijn (lichtgrijs). ADXR-lijn (donkergrijs).

De Average Directional Movement Index of ADX, ontwikkeld door J. Wellis Wilder Jr, is een afgeleide van de DMI indicator en wordt vaak samen hiermee gebruikt. De ADX is een z.g.n. trendindicator en geeft aan wanneer een fonds zich in een trend beweegt (ADX waarden boven de 25) en wanneer deze zich in een zijwaartse fase bevindt (ADX waarden lager dan 15). De indicator wordt vaak gebruikt in combinatie met de DMI. Hierbij worden DMI signalen alleen gevolgd wanneer ze optreden boven een bepaalde ADX drempelwaarde.

## Berekening
De berekening van de ADX is een voortzetting van de DMI berekening:
ADX = (+DIx - -DIx) / (+DIx + -DIx) 
De ADX lijn is de x-daagse exponentiële Moving Average van de dagelijkse ADX waarden. 
Behalve de ADX lijn wordt ook de Average Directional Movement Index Rating (ADXR) berekend: 
ADXR = (ADX[vandaag] + ADX[x dagen geleden]) / 2 